# Populus tremuloides
O álamo-trémulo (Populus tremuloides), é uma espécie de árvore caducifólia do gênero Populus, pertencente à família Salicaceae. É oriunda das áreas mais frias da América do Norte.
Uma colónia clonal de Populus tremuloides designada Pando é o mais velho organismo vivo conhecido.

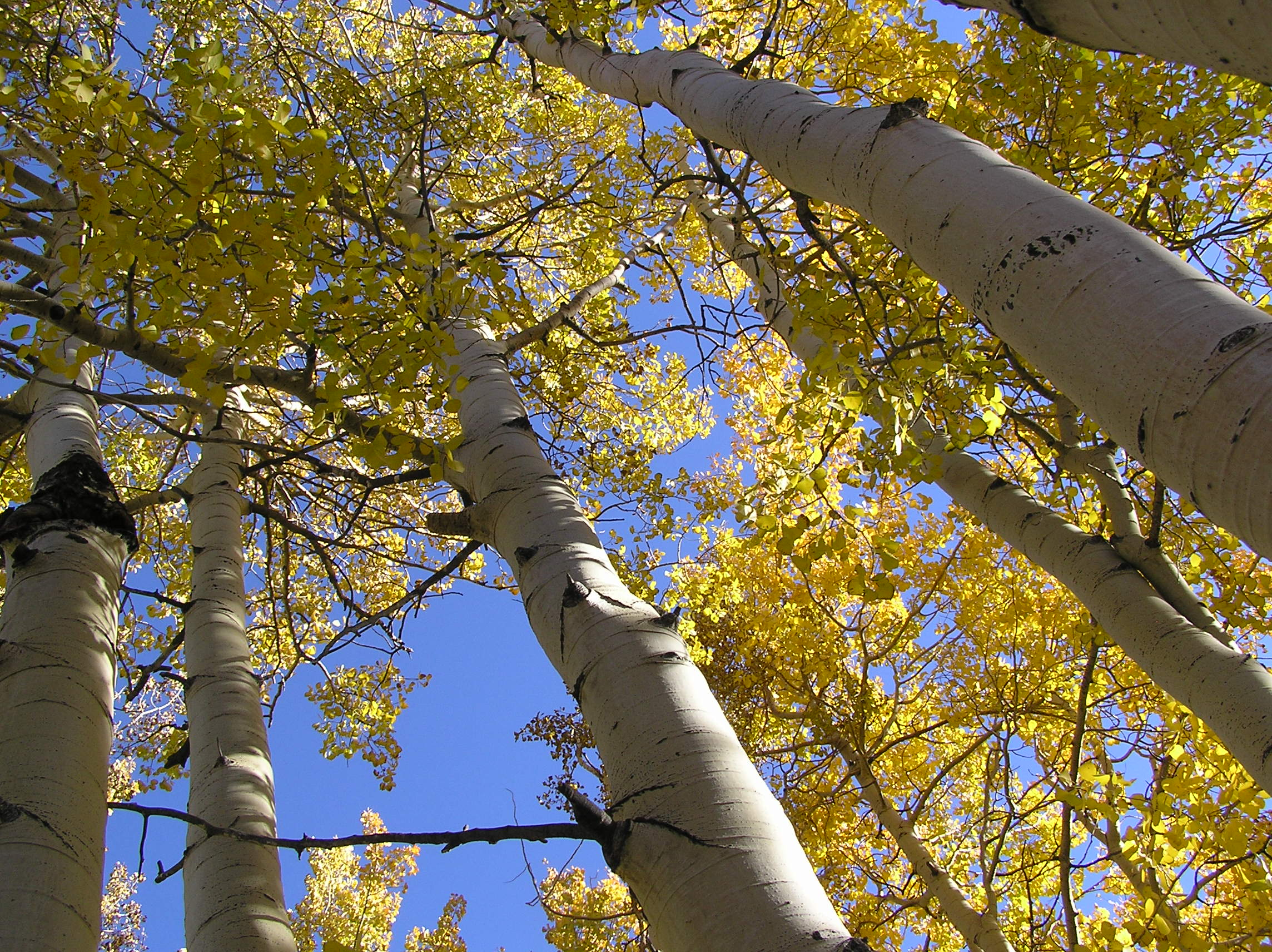